# 單鰭鱈
單鰭鱈為江鱈科單鰭鱈属的唯一一种，分布於北大西洋區，包括斯堪地那維亞半島、不列顛群島、美國東北部、加拿大、冰島、格陵蘭、丹麥、俄羅斯等海域，棲息深度18-1000公尺，體長可達120公分，棲息在沙底質、礫石底質海域，單獨或小群活動，屬肉食性，以魚類、海星、甲殼類、貝類等為食，為高經濟價值的食用魚，適合各種烹飪方式食用，另可做遊釣魚。